# Sieben Quellen (Eschenlohe)
Koordinaten: 47° 34′ 48,9″ N, 11° 11′ 11,5″ O
Die Sieben Quellen sind Karstquellen bei Eschenlohe in Oberbayern.

## Beschreibung
Der Quellteich der Sieben Quellen liegt im Loisachtal am nordöstlichen Rand des Pfrühlmooses, einer Moorkette. Im Quellteich gibt es mehrere starke Quellaufstöße, die insgesamt über 1000 l/s schütten können. Der Sulfatgehalt des Wassers weist auf Kontakt mit gipshaltigen Raibler Schichten hin. Der abfließende Mühlbach mündet nach 1,5 km in die Loisach.

## Geotop
Die Quellen sind vom Bayerischen Landesamt für Umwelt als besonders wertvolles Geotop (Geotop-Nummer: 180Q003) ausgewiesen.